# Hagen Galatis
Hagen Galatis (* 30. Juni 1926 oder 1928 in Lippstadt; † 3. Oktober 2003; bürgerlich Peter Harling) war ein deutscher Musiker, Arrangeur und Komponist.

## Leben
Als Sohn einer musikalischen Familie lernte er bereits als Vier- oder Fünfjähriger das Musizieren am Klavier; er profitierte vom Musikunterricht seines Bruders. Im Jahr 1945 wurde er als Laufbursche bei den Besatzungskräften der Vereinigten Staaten eingesetzt. Er sicherte sich die Verpflegung, indem er für die Offiziere Piano-Musik spielte. Bei Überlandfahrten tauschte er Musikinstrumente ein und konnte bald ein Orchester zusammenstellen. Er erstellte Arrangements u. a. für die Orchester von Willy Berking, Franz Thon, Erwin Lehn und für Kurt Edelhagen. Außerdem komponierte er Musik zu Kino- und TV-Filmen sowie zu TV-Sendungen, u. a. zu Kommissar Brahm.

## Karriere
Er war seit dem Jahre 1963 Orchesterleiter und Arrangeur in der Feltz-Produktion. In den 90er Jahren feierte er Erfolge mit den WDR-Fantasy Strings, welche sich aus den Geigen des Kölner Rundfunkorchesters (jetzt WDR Funkhausorchester) zusammensetzten. Es entstanden ab 1993 in Zusammenarbeit mit WDR-Musikredakteur Wolfgang Kischka und der Hörfunkwelle WDR 4 zahlreiche Aufnahmen mit Jazz- und Popsongs, arrangiert von Galatis und eingespielt unter der musikalischen Leitung von Ettore Stratta. Die Aufnahmen wurden und werden in verschiedenen Sendungen des WDR gespielt, vor allem aber in der Sendung Musik zum Träumen auf WDR 4. Die Schallplatten und CDs dieser Serie erschienen unter dem Titel Fantasy Strings. Die Fantasy Strings sind fest verankert in der musikalischen Tradition von klassischen Streichquartetten und Violinkonzerten über die goldene Zeit der Wiener Musik bis zum typischen Sound eines Mantovani oder Helmut Zacharias. Ein wesentliches Unterscheidungsmerkmal der Fantasy Strings zu anderen Produktionen orchestraler Popmusik mit Streichern ist die dezente Jazzharmonik, die alle Aufnahmen des Ensembles gleichermaßen durchzieht.